# Edward Cary Walthall
Edward Cary Walthall (Richmond, 4 aprile 1831 – Washington, 21 aprile 1898) è stato un politico e generale statunitense.
Procuratore di distretto,  divenne maggior generale nell'esercito degli Stati Confederati durante la guerra di secessione. Dopo la guerra continuò la sua attività di avvocato per poi sedere al Senato degli Stati Uniti come rappresentante del Mississippi.
Avvocato praticante a Coffeyville (Mississippi), Walthall entrò al servizio delle forze confederate nel 1861, come tenente del 15º Fanteria del Mississippi, per poi essere rapidamente promosso Tenente colonnello e colonnello. Già nel dicembre 1862 divenne brigadier generale e nel giugno 1864 maggior generale.
Combatté valorosamente a Missionary Ridge e coprì la ritirata di John B. Hood a Nashville, dove riuscì a evitare che il generale unionista George H. Thomas catturasse l'Armata del Tennessee.
Nel marzo 1865 ebbe il comando dei "Corpi di Stewart" dell'Armata del Tennessee fino alla riorganizzazione del 9 aprile, quando tornò al comando della sua divisione.
Dopo la guerra divenne Senatore degli Stati Uniti per il Mississippi.
Morì a Washington il 21 aprile 1898.

## Collegamenti
- Battaglia di Missionary Ridge
- Armata del Tennessee